# Kursy pomocniczej policji porządkowej w Mińsku
Kursy pomocniczej policji porządkowej w Mińsku (biał. Курсы дапаможнай паліцыі парадку ў Менску) – kursy szkoleniowe przeznaczone dla członków pomocniczej policji porządkowej i Białoruskiej Policji Pomocniczej podczas II wojny światowej w latach 1941–1944.
Z inicjatywy kpt. Franciszka Kuszla w grudniu 1941 r. w okupowanym Mińsku zostały utworzone 3-miesięczne kursy szkoleniowe dla członków pomocniczej policji porządkowej. Wynikało to z niedostatku kadr oficerskich tej formacji, wywodzących się na dodatek zarówno z przedwojennej armii i policji polskiej, jak też Armii Czerwonej i sowieckiej milicji. Funkcję komendanta kursów objął kpt. F. Kuszel, zaś jego zastępcy płk Witold Mirski. 
Zajęcia dotyczyły taktyki prowadzenia walki ogólnej, budowy i użycia broni palnej oraz nauki języka niemieckiego. Kursanci zostali podzieleni na 3 wymieniające się zmiany: pierwsza dyżurowała w mieście, druga uczestniczyła w zajęciach terenowych, zaś trzecia odpoczywała. Odbyły się 2 pełne cykle szkoleń. Po drugim okazało się, że Niemcy zabraniają mianowania kursantów do stopni oficerskich. W macierzystych oddziałach policyjnych otrzymywali oni jedynie nominalnie funkcje, jak dowódca kompanii, czy dowódca batalionu. Ponadto Białorusinów zniechęcał brak odpowiednich ilości uzbrojenia, wyposażenia i umundurowania. W takiej sytuacji trzeci cykl objął jedynie 40 policjantów. W międzyczasie w maju 1942 r. rozpoczęto kurs instruktorski przeznaczony dla wytypowanych członków mińskiej policji pomocniczej. Faktycznie pełnił on rolę szkoły dla podoficerów białoruskich batalionów Schutzmannschaft. W II poł. stycznia 1944 r. pojawiły się z kolei 2-tygodniowe kursy dla „opiekunów” kierowników białoruskiej policji pomocniczej. Zajęcia były wzbogacone o tematykę historii i współczesności białoruskiego ruchu narodowego. Na kursy zostało skierowanych po jednym „opiekunie” z każdego okręgu i po jednym oficerze z każdego oddziału policji. Ogółem było to 18 ludzi. Po zakończeniu szkolenia kursanci powracali do swojego miejsca służby, gdzie szkolili „opiekunów” rejonowych. W rezultacie do wiosny 1944 r. szkolenia te objęły wszystkich „opiekunów” białoruskiej policji pomocniczej.